# Miyuu Kihara
Miyuu Kihara (Japans: 木原 美悠) (Akashi, 3 augustus 2004) is een Japans professioneel tafeltennisser. Ze speelt rechtshandig. met de shakehandgreep.

## Belangrijkste resultaten
- Zilver met het team op de wereldkampioenschappen 2022.
- Zilver met het team op de wereldkampioenschappen 2024.
- Brons in het vrouwen dubbelspel op de wereldkampioenschappen 2023 met Miyu Nagasaki.